# Іванов Валерій Іванович
Валерій Іванович Іванов (рос. Валерий Иванович Иванов; нар. 30 березня 1941, Москва) — радянський футболіст, який виступав на позиції півзахисника. Відомий за виступами в клубах вищої ліги чемпіонату СРСР «Крилья Совєтов» і «Локомотив».

## Клубна кар'єра
Валерій Іванов народився в Москві, та розпочав займатися футболом у спортшколі ФШМ. У 1960 році дебютував у команді класу «Б» «Колгоспник» з Полтави, грав у цій команді до 1962 року, одночасно виступав також за клубну аматорську команду московського «Динамо». У 1963 році став гравцем іншої команди класу «Б» «Таврія» з Сімферополя, проте у складі команди відзначався переважно гулянками в місцевих ресторанах, разом із Юрієм Щербаковим, Євгенієм Ларіним, Віталієм Потаскуєвим, Георгієм Ватьяном. У цьому ж році перейшов до команди другої групи класу «А» «Локомотив» з Челябінська, у складі якої грав до кінця 1966 року, зігравши в її складі більше 100 матчів. У 1967 році перейшов до складу команди вищої ліги «Крилья Совєтов», у складі якої зіграв у вищому радянському дивізіоні 29 матчів. У 1968 році виступав у вищій лізі за московський «Локомотив», у складі якого у вищій лізі зіграв 25 матчів. Наступного року повернувся до «Крилья Совєтов», проте після 5 зіграних матчів перейшов до клубу другої групи класу «А» «Шахтар» з Караганди, у складі якого наступного року зіграв у дебютному сезоні радянської першої ліги. У 1971—1972 роках Валерій Іванов грав у складі команди другої ліги «Динамо» (Вологда), після чого завершив виступи на футбольних полях.